# Mimusops dodensis
Mimusops dodensis là một loài thực vật có hoa trong họ Hồng xiêm. Loài này được Engl. mô tả khoa học đầu tiên năm 1913.